# Lanurile, Brăila
Lanurile (în trecut, Golășeii Noi) este un sat în comuna Viziru din județul Brăila, Muntenia, România. Este situată în partea de est a județului, în Câmpia Brăilei.
Între anii 1417-1829 a făcut parte din Raiaua Brăila (Kaza Ibrail) a Imperiului Otoman.